# УкрКарт
УкрКарт (повна назва Українська національна розрахункова картка) створено в липні 1995 року. Його акціонерами стали Національний банк України, «Укрексімбанк», Ощадбанк, банки «Аваль», «Ажіо», «Градобанк», «Енергобанк», «Інко», «Легбанк», «Надра», «Промінвестбанк», «Приватбанк», «Трансбанк», «Україна», «Український кредитний банк», «Укрінбанк», «Укрсоцбанк». У листопаді 2000 року власником контрольного пакета акцій «УкрКарт» став АБ «Український Професійний банк». В цей же час ЗАТ «Банкомзв'язок-ЄПС» отримало від «УкрКарт» ліцензію на виконання функцій головного процесингового центру платіжної системи «УкрКарт». Станом на 01.01.2015 року учасниками УКРКАРТ були 40 банків, які емітували більш ніж 2 млн платіжних карток.
Платіжна система «УКРКАРТ» складається з: процесингового центру «УКРКАРТ», платіжної організації «УКРКАРТ», розрахунково-клірингового центру, розрахункового банку, банків-учасників платіжної системи, а також користувачів карток, рітейлерів та технологічних партнерів.

## Процесинговий центр «УКРКАРТ»
Процесинговий центр «УКРКАРТ» введений до експлуатації у 1998 році. Побудований на платформі HP NonStop 2304 та сертифікований на відповідність вимогам стандарту PCI DSS версії 3.0. Процесинговий центр (ПЦ) «УКРКАРТ» є одним з найбільших небанківських ПЦ в Україні.
Можливості ПЦ «УКРКАРТ»:
- авторизація транзакцій за картками ПС УкрКарт, MasterCard Worldwide, VISA Inc.;
- маршрутизація транзакцій у мережах МПС MasterCard Worldwide і VISA Inc.;
- маршрутизація запитів на авторизацію від/до інших ПЦ.

## Платіжна організація «УКРКАРТ»
АТ «Українська національна платіжна картка» засноване у 1995 році. Одна з перших технологічних компаній України, що обслуговує картки міжнародних платіжних систем VISA, MasterCard, українських Простір та УКРКАРТ. Власну сервісну мережу компанії розгорнуто у 18 регіонах України.
Компанія також здійснює розробку та супровід програмного забезпечення
для транзакційного бізнесу, постачає банківське обладнання, є інформаційним
еквайром РРО.

## Система УкрКарт-Online
Призначення системи «УКРКАРТ-ONLINE» — отримання оперативної інформації про роботу інфраструктури та платіжних карток банку з урахуванням сервісів УКРКАРТ що задіяні, обмін конфіденційною інформацією між банками та АТ «УКРКАРТ». Система забезпечує також
керування параметрами платіжних карток в режимі реального часу.